# Pedra foguera
Una pedra foguera, pedra de foc, pedrenyera o pedrenyal és una roca sedimentària de color negre. És una varietat del sílex i antigament s'emprava juntament amb la pirita per a fer foc. Picant dues pedres fogueres l'una contra l'altra s'obté una espurna, que caient sobre fulles seques origina el foc. S'utilitzaven en els pedrenyals, unes armes de foc de disseny autòcton que varen substituir a les de metxa. Actualment ja no s'utilitza en la fabricació de pedres d'encenedor a l'haver estat substituïda pel ferroceri.